# Orust (Gemeinde)
Koordinaten: 58° 11′ N, 11° 42′ O

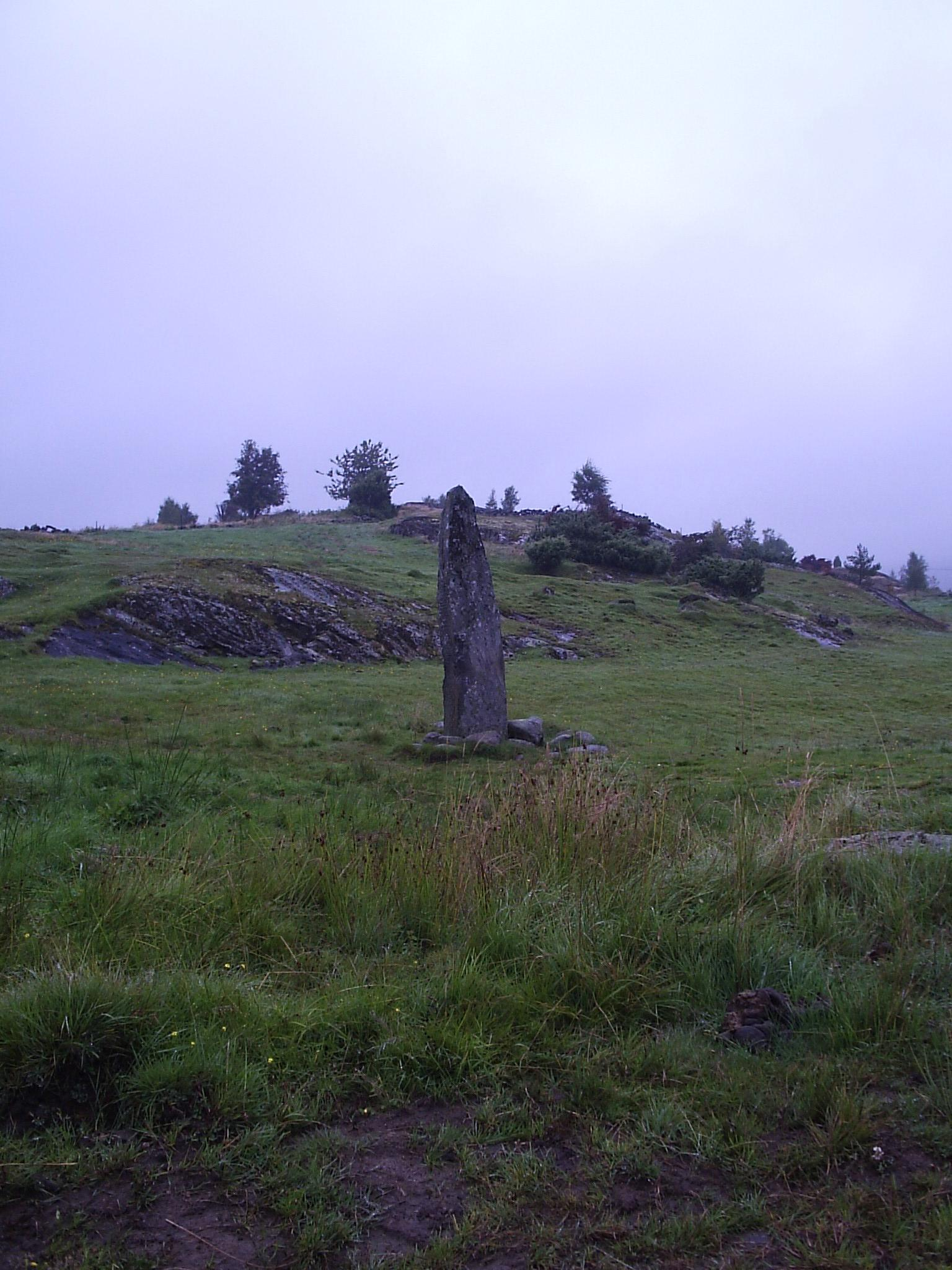
Runenstein in der Nähe von Hoga auf Orust

Orust ist eine Gemeinde (schwedisch kommun) in der schwedischen Provinz Västra Götalands län und der historischen Provinz Bohuslän. Der Hauptort der Gemeinde ist Henån.
Die Gemeinde besteht aus der Insel Orust, auf der die meisten Einwohner wohnen, sowie einigen umliegenden, kleineren Inseln und Schären, von denen einige bewohnt sind, wie zum Beispiel Flatön, Lyrön, Härmanö, Gullholmen, Käringön und Malö.

## Geographie

Fischerstelle (Fiskeläge) auf Käringön - gemalt von Ferdinand Boberg

Die Insel Orust, die den größten Teil der Gemeinde ausmacht, ist durch zwei Brücken und zwei Fähren mit dem Festland verbunden. Sie ist die größte Insel an der schwedischen Westküste und liegt etwa 50 km nördlich von Göteborg.

## Geschichte
Orust war im 11. Jahrhundert Teil des norwegischen Gebietes Viken. Angeblich soll sich das Wort Wikinger von „Viken“ herleiten. Im Laufe der folgenden Jahrhunderte wurden erste christliche Kirchen auf Orust errichtet. Im Jahr 1350 wurden durch die in Schweden grassierende Pestepidemie 80 % der Bevölkerung ausgerottet. Dadurch kam es zu einem Niedergang der Landwirtschaft. Erst gegen Ende des 15. Jahrhunderts hatte sich die Insel wieder erholt, die Bevölkerungszahl stieg wieder auf 2.000.
Die Reformation erreichte Orust 1536. Kriege und der Bau von Schiffen hatten zur Folge, dass bis ca. 1650 die ganze Insel abgeholzt war. Danach erholte sich der Wald leicht, bis etwa ab 1750 durch Bevölkerungszunahme (Bau- und Brennholz) und den aufkommenden Fischfang (Bau von Schiffen) der Wald erneut gelichtet wurde. Erst das Ausbleiben der Heringsschwärme ab ca. 1810 brachte die Hinwendung zur Landwirtschaft. Durch neue Techniken (Eisenpflug) konnten immer mehr Flächen der Insel für die Landwirtschaft genutzt werden. Auch die Landreform von 1827 führte zu einer Steigerung des Ertrages. Dadurch verdoppelte sich die Bevölkerung von 1805 bis 1880 auf 18.129 Personen. Dies ist die höchste Einwohnerzahl, die es je auf Orust gegeben hat.
Ende des 19. Jahrhunderts setzte der Tourismus ein. Im 20. Jahrhundert wurde durch Elektrifizierung (Strom ab 1910), Verkehr, Gewerbe und Tourismus ein wirtschaftlicher Aufschwung erreicht. Zwar hat die Bevölkerung bis 1968 auf 8.800 abgenommen, jedoch hat der Zuzug in den letzten Jahrzehnten wieder eine Steigerung der Einwohnerzahl gebracht.

## Industrie
Die Gegend wurde schon immer durch den Fischfang und den Bootsbau geprägt. Heute sind die bekannten ortsansässigen Bootsbauer Hallberg-Rassy und Najadvarvet die beiden größten Arbeitgeber der Insel.

## Orte
- Ellös
- Hälleviksstrand
- Henån
- Nösund
- Svanesund
- Varekil